# 天使のはらわた 赤い眩暈
『天使のはらわた 赤い眩暈』（てんしのはらわた あかいめまい）は、1988年に公開された映画『天使のはらわた』シリーズ第5作。石井隆にとっては初めての監督作である。
1988年にっかつロマン大賞主演男優賞（竹中直人）受賞。

## あらすじ
看護師の土屋名美は、同居するカメラマンの太田健一との結婚を夢見ていた。ある夜、彼女はナースで呼び出してきた患者2人に強姦されそうになる。家に逃げ帰ったとき、健一がモデルの真子と抱き合うのを見た名美はショックで家を飛び出す。
同じころ、横領によって家庭も会社も追われた証券マンの村木哲郎は、車を運転中に名美をはねてしまう。彼女を乗せて運転を再開するも、意識を取り戻した本人に逃げられる。それでも彼は名美を追いかけ、泣きながら彼女を強姦し、次第に彼女も抵抗する気を失う。
その後、村木は彼女を残してガソリンを買いに行くが、途中でヤクザに殺されてしまう。
物語は、名美が泣きながら『テネシー・ワルツ』を聞くところで幕を下ろす。

## 出演
- 桂木麻也子 - 土屋名美
- 竹中直人 - 村木哲郎
- 泉じゅん - あゆみ
- 柄本明 - ヤクザ

## スタッフ
- 監督・脚本・原作：石井隆
- プロデューサー：海野義幸、成田尚哉
- 撮影：佐々木原保志
- 音楽：FLY